# ایوند
ایوند یکی از روستاهای استان آذربایجان شرقی است که در دهستان رودقات بخش صوفیان شهرستان شبستر واقع شده‌است.
این روستا دارای مناطق بکر و بی نظیری است که هر بیننده ای را به شگفت وا می‌دارد. چشمه های متعدد،رود های جاری و سرسبزی وصف ناپذیر آن،روح هر انسانی را  تسکین میدهد.
از مناطق دیدنی و تفریحی آن می‌توان به سریل، کهل دره و قلعه لر و قعله جیخ اشاره کرد.
محصولات تولیدی:سیب، گردو، زردآلو، گوجه سبز و شلیل و هلو و…
سیب های این روستا زبان زد عام مردم بومی آن منطقه هست